# 우케도촌
우케도촌(請戸村)은 후쿠시마현 후타바군에 존재했던 촌이다. 현재의 후타바군 나미에정 남동부의 태평양에 접한 지역에 해당한다.

## 역사
- 1889년 4월 1일 - 정촌제 시행과 함께 4촌이 합병해 시네하군 우케도촌이 성립하였다.
- 1896년 4월 1일 - 시네하군과 나라하군이 합병해 후타바군이 성립하여, 후타바군 우케도촌이 되었다.
- 1953년 10월 10일 - 나미에정, 기요하시촌과 합병해, 새로운 나미에정이 되었다.

나니에정과 합병시 촌 주민의 일부는 1956년 9월 말까지 나니에정과 가쓰라오촌, 시바정과의 합병이 성립되지 않을 경우, 구 나카노, 나카하마, 료타케 3개 촌을 경계 변경을 통해 시바정으로 편입하는 것을 희망했다. 결국 이 합병안은 후타바정(1956년 4월 1일 시바정에서 개칭)측의 거부로 무산되어, 1958년 4월 1일 구 나카노촌 전역과 구 료타케촌 일부가, 1960년 4월 1일 구 료타케촌 일부와 구 나카하마촌 일부가 각각 나니에정에서 후타바정으로 편입되었다.

## 행정
- 역대촌장

| 대 | 성명       | 취임                      | 퇴임                      | 비고 |
| -- | ---------- | ------------------------- | ------------------------- | ---- |
| 1  | 佐藤綱弘   | 明治22年（1889年）7月     | 明治26年（1893年）7月     |      |
| 2  | 立野称     | 明治26年（1893年）7月     | 明治27年（1894年）7月     |      |
| 3  | 黒木祗房   | 明治27年（1894年）7月     | 明治31年（1898年）7月     |      |
| 4  | 佐藤綱弘   | 明治31年（1898年）7月     | 明治35年（1902年）7月     | 재임 |
| 5  | 高野重宣   | 明治35年（1902年）7月     | 明治38年（1905年）6月     |      |
| 6  | 酒井宗助   | 明治38年（1905年）11月    | 明治41年（1908年）11月    |      |
| 7  | 岡田助重   | 明治41年（1908年）12月    | 大正4年（1915年）         |      |
| 8  | 深野隆重   | 大正4年（1915年）         | 大正5年（1916年）         |      |
| 9  | 佐藤源七   | 大正5年（1916年）8月10日  | 昭和3年（1928年）12月29日 |      |
| 10 | 泉田順     | 昭和4年（1929年）1月5日   | 昭和20年（1945年）2月19日 |      |
| 11 | 鈴木市三郎 | 昭和20年（1945年）2月28日 | 昭和22年（1947年）4月4日  |      |
| 12 | 熊川稔     | 昭和22年（1947年）4月5日  | 昭和28年（1953年）10月9日 |      |

## 참고문헌
- 『浪江町史』（福島県双葉郡浪江町、1974）
- 『浪江町近代百年史』第一集（浪江町郷土史研究会、1984）
- 『長塚村郷土史』（福島県双葉郡双葉町、1984）
- 『双葉町史』第一巻（福島県双葉郡双葉町、1995）